# آلن ویک ۲
آلن ویک ۲ (به انگلیسی: Alan Wake II) یک بازی ترسناک و بقا است که در سال ۲۰۲۳ توسط رمدی انترتینمنت توسعه یافته و به‌وسیلهٔ اپیک گیمز منتشر شده‌است. این داستان دنباله‌ای بر آلن ویک است و داستان رمان‌نویس پرفروش ترسناک آلن ویک را دنبال می‌کند که به مدت ۱۳ سال در یک بُعد جایگزین گرفتار شده‌است و تلاش می‌کند با نوشتن داستانی ترسناک که شامل یک مأمور اف‌بی‌آی به نام ساگا اندرسون است، فرار کند. این بازی در ۲۷ اکتبر ۲۰۲۳، برای پلی‌استیشن ۵، مایکروسافت ویندوز، و ایکس‌باکس سری اکس/اس منتشر شد. این بازی به‌طور کلی نقدهای مثبتی از منتقدان دریافت کرد.

## روند بازی

بازیکن در نقش ساگا با استفاده از تپانچه و چراغ قوه با دشمن مبارزه می‌کند. شمارنده مهمات و چراغ قوه در پایین سمت راست قابل مشاهده‌است.

در مقایسه با سری اول بازی آلن ویک که یک بازی اکشن ماجراجویی با موضوعات ترسناک بود، آلن ویک ۲ یک بازی ترسناک و بقا است که از نمای سوم شخص انجام می‌شود. بازیکنان کنترل آلن ویک یا ساگا اندرسون در دو داستان تک‌نفره مجزا را کنترل می‌کنند که می‌توانند به هر ترتیبی که بازیکن انتخاب کند بازی کنند. اگرچه سکانس آغازین و سکانس پایانی بازی به ترتیب فقط به عنوان ساگا و آلن قابل بازی است.
ویک و اندرسون از محیط‌ها عبور می‌کنند و با استفاده از سلاح‌های گرم و چراغ قوه با دشمنان مبارزه می‌کنند، که دومی را می‌توان برای آسیب‌پذیر کردن دشمنان در برابر حملات سلاح گرم «متمرکز» کرد. تمرکز چراغ قوه باتری آن را خالی می‌کند و بازیکنان برای زنده ماندن باید از مقدار محدودی باتری و مهمات استفاده کنند. هنگامی که دشمنان نزدیک هستند، آلن یا ساگا می‌توانند مانور منحرف کننده انجام دهند.
آلن ویک ۲ دارای عناصر کارآگاهی است: هنگام بازی در نقش ساگا، بازیکنان همیشه می‌توانند گیم پلی را متوقف کنند تا به فضایی عاری از دشمن به نام «مکان ذهن» دسترسی پیدا کنند که توسط رمدی به عنوان یک «منوی سه بُعدی» توصیف شده‌است و نمایشی بصری از افکار ساگا است. در مکان ذهن، بازیکنان یک تابلوی اعلانات را مدیریت می‌کنند که در آن می‌توانند سرنخ‌ها را به هم متصل کنند تا رمز و راز اصلی را کنار هم بگذارند.
یک عنصر بازگشتی از آلن ویک، صفحات دست‌نویس است: بازیکنان صفحاتی از یک نسخه خطی را پیدا می‌کنند که رویدادهای آینده داستان را پیش‌بینی می‌کند.
برخلاف بازی قبلی، آلن ویک ۲ دارای سیستم درخت گفتگو است.

## انتشار
در ژوئیه ۲۰۱۸، مدیر عامل رمدی اظهار داشت که هر دنباله دیگری برای آلن ویک به تأیید استودیو مایکروسافت به عنوان دارنده حق نشر نیاز دارد، اگرچه رمدی در غیر این صورت مالک تمام حقوق آی‌پی‌های دیگر این سری است. در ژوئیه ۲۰۱۹، رمدی به‌طور کامل حقوق آلن ویک را از مایکروسافت به دست آورد، از جمله حق امتیاز حدود ۲٫۵ میلیون یورو برای فروش قبلی این سری بازی، که به هموار کردن راه برای ساخت دنباله کمک کرد.
در سال ۲۰۲۰ اعلام شد که رمدی برای انتشار دو بازی با اپیک گیمز قرارداد امضا کرده‌است. رمدی بازی ریمستر شده آلن ویک را در اکتبر ۲۰۲۱ به عنوان اولین بازی این مشارکت منتشر کرد، در حالی که زمانی که بازی به‌طور رسمی در گیم آواردز ۲۰۲۱ معرفی شد، مشخص شد که بازی آلن ویک ۲ تریپل ای است. بسته‌های محتوای قابل دانلود رایگان و دو افزونه غیررایگان، با نام‌های Night Springs و Lake House، پس از عرضه اولیه بازی منتشر خواهند شد.
در ماه مه ۲۰۲۳، اعلام شد که آلن ویک ۲ یک نسخه فقط دیجیتالی خواهد بود، رمدی توجیه کرد که بسیاری از بازیکنان قبلاً فقط به خرید دیجیتالی بازی‌ها روی آورده‌اند، بنابراین آنها می‌خواستند اطمینان حاصل کنند که بازی قیمت پایینی دارد، و نمی‌خواستند حتی اگر نسخه فیزیکی آن منتشر شود، به دانلود جداگانه‌ای نیاز داشته باشد.
در اوت ۲۰۲۳، انتشار بازی به مدت ۱۰ روز، تا ۲۷ اکتبر به تعویق افتاد. این تعویق به منظور جلوگیری از رقابت با سایر بازی‌ها صورت گرفت (مانند مرد عنکبوتی ۲).

### بازاریابی
اسکین آلن ویک به عنوان بخشی از رویداد «Fortnitemares 2023» به فورتنایت بتل رویال اضافه شد.

## بازخورد
| گردآورنده | امتیاز                                 |
| --------- | -------------------------------------- |
| متاکریتیک | (PC) ۸۹/۱۰۰ (PS5) ۸۹/۱۰۰ (XBOX) ۹۶/۱۰۰ |

| ناشر         | امتیاز  |
| ------------ | ------- |
| یوروگیمر     | [ ۱۵ ]  |
| گیم اینفورمر | ۷٫۷۵/۱۰ |
| گیم‌اسپات     | ۱۰/۱۰   |
| گیمز ریدار+  | [ ۱۸ ]  |
| هاردکور گیمر | ۴٫۵/۵   |
| آی‌جی‌ان       | ۹/۱۰    |
| پی‌سی‌گیمزان   | ۹/۱۰    |
| پوش اسکوئر   | [ ۲۲ ]  |
| شک‌نیوز       | ۹/۱۰    |
| گاردین       | [ ۲۴ ]  |
| وی‌جی۲۴۷      | [ ۲۵ ]  |

آلن ویک ۲ نقدهای «عموماً مطلوب» را از منتقدان دریافت کرد، در حالی که طبق بازبینی جمعی وبگاه متاکریتیک نسخه ایکس‌باکس سری اکس «تحسین جهانی» را دریافت کرد. در وبگاه بازبینی جمعی اوپن‌کریتیک، بازی ۹۱٪ توصیه منتقدان را دریافت کرد.
اندرو فارل از پی‌سی‌گیمزان در نقد آلن ویک ۲ امتیاز ۹ از ۱۰ را به بازی اعطا کرد و گفت: «آلن ویک ۲ شگفت‌انگیز است، یک گیم‌پلی شدید، داستانی پیچیده و تاریک، و رازها و شگفتی‌های بیشتری از آنچه که تصور می‌کنید. در اینجا از خودش پیشی گرفته‌است و تجربه واقعاً قابل توجهی را ارائه می‌دهد.»